# ウンスプネン城
ウンスプネン城（ウンスプネンじょう、ドイツ語: Burg Unspunnen）は、スイスのベルン高地に位置する基礎自治体のヴィルダースヴィルにあった城で、現在は城跡のみが残っている。インターラーケンの街を望む現在地に、12世紀に築かれたと考えられている。
城跡の下では、スイスの伝統競技の祭典であるウンスプネン祭が開催される。

## 歴史
ウンスプネン城は13世紀から14世紀にかけて、ベルン高地に封ぜられた男爵家の領地の中心地であったが、城を築いた人物や男爵家の人間の名前は知られていない。1298年に初めて歴史に登場するローテンフルーの洞窟城塞と、1232年に歴史に登場するウンスプネン城は、中世後期にインターラーケン近郊のグシュタイクにあるリュッチネン橋を守る役割があった。
1224年にヴェーデンスヴィル男爵家と婚姻したトゥーンの領主ブルックハルトが、13世紀の間に城を獲得し、以後ブルックハルトの領地に属した。おそらく1280年に、領地は相続のために二分され、エッシェンバッハ男爵がウンスプネン城と所属村落を引き継ぎ、ヴァイッセナウ城のヴァイッセンブルク男爵がローテンフルー城と所属村落を継承した。

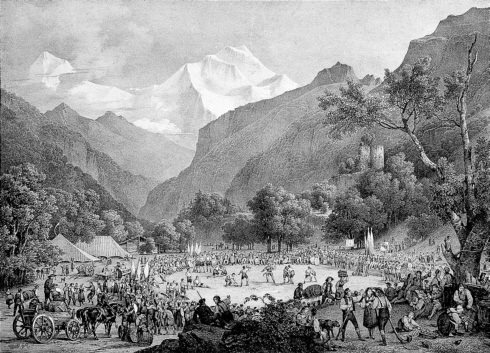
1805年にウンスプネン祭がウンスプネン城下で開かれたことを記す版画

1308年に甥のヨーハン・パリツィーダによってローマ王アルブレヒト1世が暗殺されると、オーストリアのハプスブルク家がエッシェンバッハの領地の領有権を主張したが、1318年にはヴァイッセンブルク男爵に対する見返りとしてこの領地の抵当を行った。1332年、ヨーハン・フォン・ヴァイッセンブルクに対してウンスプネン周辺の農民が蜂起したが敗れ、首謀者たちはウンスプネン城に投獄された。1334年、ベルンがオーバーハスリ地方に侵攻し、ウンスプネン城は包囲された。ベルンが城を陥落させると、囚人たちは解放され、城はベルンが支配した。
1339年にラウペンの戦いでベルンが勝利すると、ウンスプネン城とローテンフルー城は講和のためにベルンの抵当物件として承認された。しかし1342年、ハプスブルク家は抵当権を取り返し、さらにそれを同調するインターラーケンとハルヴィールの領主およびキーブルク家に譲渡した。1386年のゼンパッハの戦いの中でベルンはこの地域を占領し、1397年には抵当権を払い下げた。翌年、ベルンは城と領地を、ベルン市民のゼフティーゲン家とシャルナッハタール家に売却した。しかし1418年と1515年の2度にわたり、ベルン政府は両家の相続人からその領地を買い戻した。1529年には、ウンスプネン地方を政府の直轄地とした。
1762年に、ウンスプネン地方の土地はインターラーケン政庁に移管され、城は以後、修繕されなくなった。しかし城跡は、1805年のウンスプネン祭によって有名になり、それからは祭典とともに城跡の清掃と修理が行われるようになっている。